# Edmund Eysler

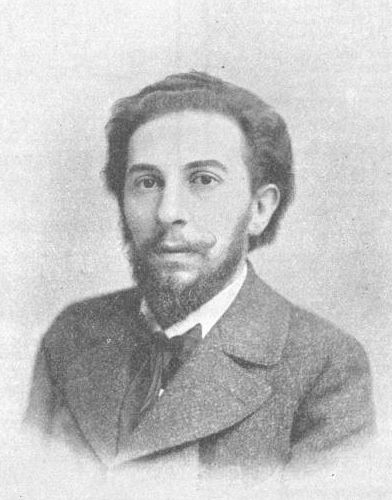
Edmund Eysler

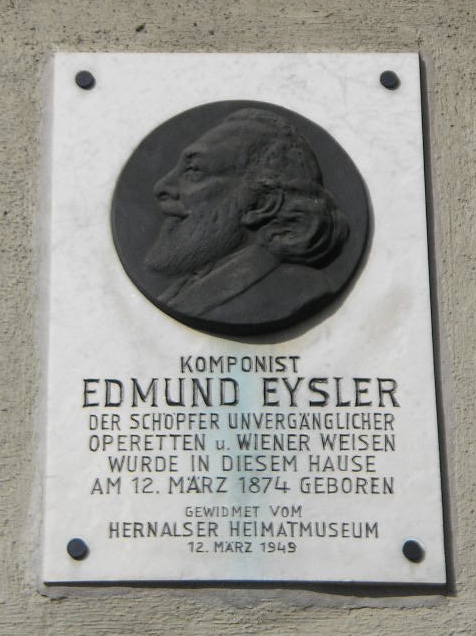
Minnesplakett på födelsehuset på Thelemangasse 8 i Hernals

Edmund Samuel Eysler (egentligen: Eisler), född 12 mars 1874 i Hernals i Österrike-Ungern, död 4 oktober 1949 i Wien, var en österrikisk kompositör.

## Biografi
Edmund Eisler föddes den 12 mars 1874 i Wien som son till en affärsman. Han skulle egentligen ha blivit ingenjör, men hans bekantskap med Leo Fall ledde honom till att studera musik vid konservatoriet vid Gesellschaft der Musikfreunde i Wien, där han studerade komposition för Robert Fuchs och utbildade sig till pianolärare och dirigent. Efter att ha avslutat sin utbildning höll Eysler sig flytande ekonomiskt genom att ge pianolektioner. 1898 gifte han sig med Poldi Allnoch, med vilken han skulle få två döttrar. 1901 fick han jobb som kapellmästare. Inledningsvis komponerade han kammarmusik och pianostycken samt operan Fest auf Solhaug och baletten Schlaraffenland. Genom en välvillig släkting mötte Eysler librettisten Ignaz Schnitzer, som redan hade skrivit texten till Johann Strauss den yngres operett Zigenarbaronen. Eysler fick i uppdrag av Schnitzer att tonsätta dennes text till operan Der Hexenspiegel. Ursprungligen skulle verket ha framförts vid Wiener Hofoper, men avvisades av teaterchefen eftersom musiken ansågs vara för enkel. Der Hexenspiegel blev aldrig uppförd, men förlaget Weinberger var överens om att offentliggöra materialet. Weinberger var också den som uppmuntrade Eysler att skriva en operett med musiken från Der Hexenspiegel. Operetten Bruder Straubinger blev också en stor framgång när den hade premiär den 20 februari 1903 med Alexander Girardi i huvudrollen.
Till Wiener Bürgertheater komponerade Edmund Eysler operetten Der unsterbliche Lump (libretto av Felix Dörmann). Den första föreställningen ägde rum den 14 oktober 1910. Framgången var överväldigande. Pressen sa att denna operett av Eysler signalerar förändringen av genren. Kompositörens musik berömdes, den solida instrumentationen och den enkla harmoniseringen lyfte fram. Den stora framgången bidrog säkerligen till det faktum att Eysler skulle förbli ”huskompositör” för Wiener Bürgertheater. Hans senare operett Der Frauenfresser framfördes den 23 december 1911 och blev också en stor framgång. Verket Der lachende Ehemann hade premiär i mars 1913. De fängslande, krävande melodierna mottogs särskilt av kritikerna. Fram till 1921 skulle den komma att framföras 1793 gånger. Även under första världskriget framförde Wiener Bürgertheater som vanligt flera Eysler-operetter per säsong, som till exempel: Frühling am Rhein, Die – oder Keine! och Der dunkle Schatz.
År 1927 publicerade Eysler en annan mycket framgångsrik operett, Die gold’ne Meisterin, som blev mycket väl mottagen i Wien. På grund av Eysler judiska härkomst förbjöd nationalsocialisterna uppförandet av hans verk och Adolf Hitler upptäckte plötsligt att en av hans favoritoperetter, Die gold'ne Meisterin, var komponerad av en jude.
Eysler flydde dock inte, utan fann skydd hos släktingar och vänner. Dessutom gav titeln "Hedersmedborgare i staden Wien"" honom ett visst skydd. Efter kriget uppnådde han en sista stora framgång med operetten Wiener Musik, som hade premiär den 22 december 1947 på Burgtheater. På sin 75-årsdag 1949 fick Eysler stadens Hedersring och minnesplaketten på huset där han föddes i Thelemangasse, som hade avlägsnats under nazitiden, fästes på nytt.
Edmund Eysler dog den 4 oktober 1949 i Wien till följd av att ett fall från scenen. Han begravdes i en hedersgrav på Wiens centrala kyrkogård (grupp 32 A, nummer 46 A).
Med totalt 60 operetter hade Eysler en mycket stark inverkan på den tidens musikvärld i Österrike och Tyskland. Internationella framgångar var dock mindre märkbara, eftersom Eyslers musik var mer wiensk och av lokal folklore.

## Verkförteckning (urval)
Operor:
- Der Hexenspiegel (1900)
- Fest auf Solhaug

Operetter:
- Das Gastmahl des Lucullus (1901)
- Bruder Straubinger (1903), T: Moritz West, Ignaz Schnitzer
- Die Schützenliesel (1905), T: Karl Lindau
- Pufferl, 1905, T: Sigmund Schlesiger, Ignaz Schnitzer
- Künstlerblut (1906)
- Phryne (1906), T: Fritz Grünbaum, Robert Bodanzky
- Vera Violetta (1907)
- Das Glücksschweinchen (1908)
- Der unsterbliche Lump (1910)
- Das Zirkuskind (1911)
- Der Frauenfresser (1911)
- Ein Tag im Paradies (1913)
- Der lachende Ehemann (1913), T. Julius Brammer, Alfred Grünwald
- Frühling am Rhein (1914), T: Karl Lindau, Fritz Löhner-Beda, Oscar Fronz
- Das Zimmer der Pompadour, 1915, T: Oskar Friedmann, Ludwig Herzer
- Hanni geht tanzen! (1916)
- Der Aushilfsgatte, 1917, T: Oskar Friedmann, Ludwig Herzer
- Der dunkle Schatz, 1918, T: Oskar Friedmann, Ludwig Herzer
- Der König heiratet, 1920, T. Ernst Marischka, Gustav Beer
- Die fromme Helene (1921)
- Die gold’ne Meisterin (1927), T: Julius Brammer, Alfred Grünwald
- Donauliebchen (1932)
- Wiener Musik (1947)